# Potentilla oweriniana
Potentilla oweriniana là loài thực vật có hoa trong họ Hoa hồng. Loài này được Boiss. miêu tả khoa học đầu tiên.